# Chip butty

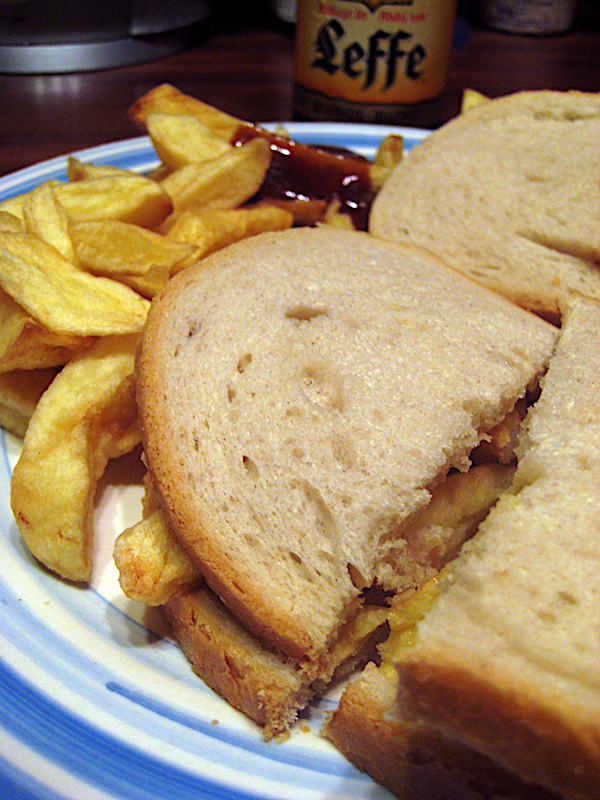
Chip butty

Chip butty (także chip sandwich, chip barm lub chip cob) – brytyjska kanapka w skład której wchodzą frytki oraz dwa kawałki posmarowanego masłem białego chleba (rzadziej bułka), zwykle z dodatkiem keczupu bądź sosu brązowego. Kanapki te są często sprzedawane w chip shopach (sklepach/barach oferujących fish and chips), a popularne są przede wszystkim w północnej Anglii.